# Prionoptera serraoides
Prionoptera serraoides là một loài bướm đêm trong họ Noctuidae.